# 1134 Kepler

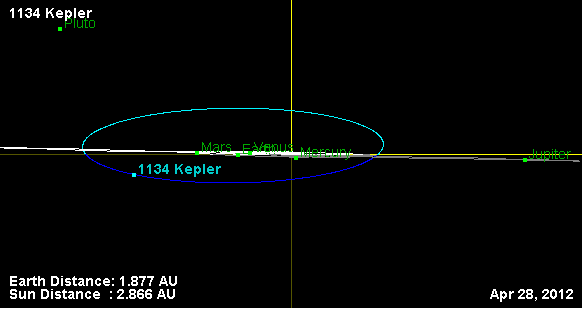

1134 Kepler è un asteroide areosecante. Scoperto nel 1929, presenta un'orbita caratterizzata da un semiasse maggiore pari a 2,6829098 UA e da un'eccentricità di 0,4651458, inclinata di 15,17381° rispetto all'eclittica.
L'asteroide è dedicato all'astronomo Giovanni Keplero.